# 15 février aux Jeux olympiques de 2010
 (novembre 2016).
Si vous disposez d'ouvrages ou d'articles de référence ou si vous connaissez des sites web de qualité traitant du thème abordé ici, merci de compléter l'article en donnant les références utiles à sa vérifiabilité et en les liant à la section « Notes et références ».
Pour un article plus général, voir Jeux olympiques d'hiver de 2010.
Le lundi 15 février aux Jeux olympiques d'hiver de 2010 est le quatrième jour de compétition.

## Programme
| Heure UTC-8 (Vancouver)                       |               |
| bleu                                          | Cérémonie     |
| neutre                                        | Épreuve       |
| or                                            | Finale        |
| orange                                        | Petite finale |
| rose                                          | Reporté       |
| gris                                          | Annulé        |
| Compétition masculine                         | Hommes        |
| Compétition féminine                          | Femmes        |
| Compétition mixte (hommes et femmes mélangés) | Mixte         |
| Compétition en couple (1 homme et 1 femme)    | Couple        |
| modifier                                      |               |

| Horaire | Discipline Spécialité | Discipline Spécialité                        | Discipline Spécialité                      | Phase                                  | Résultats | Références |
| ------- | --------------------- | -------------------------------------------- | ------------------------------------------ | -------------------------------------- | --------- | ---------- |
| 10:00   |                       | Ski de fond 10 km libre                      | Compétition femmes                         | Finale                                 | -         | -          |
| 10:30   |                       | Ski alpin Descente                           | Compétition hommes                         | Finale                                 | -         | -          |
| 10:30   |                       | Snowboard Cross                              | Compétition hommes                         | Qualifications                         | -         | -          |
| 12:30   |                       | Ski de fond 15 km libre                      | Compétition hommes                         | Finale                                 | -         | -          |
| 14:00   |                       | Snowboard Cross                              | Compétition hommes                         | 8es de finale                          | -         | -          |
| 14:26   |                       | Snowboard Cross                              | Compétition hommes                         | Quarts de finale                       | -         | -          |
| 14:30   |                       | Hockey sur glace                             | Compétition femmes                         | Manche préliminaire Groupe A - Match 5 | 1 - 10    | -          |
| 14:42   |                       | Snowboard Cross                              | Compétition hommes                         | Demi-finales                           | -         | -          |
| 14:53   |                       | Snowboard Cross                              | Compétition hommes                         | Finale                                 | -         | -          |
| 15:30   |                       | Patinage de vitesse 500 mètres               | Compétition hommes                         | Course 1 sur 2                         | -         | -          |
| 17:00   |                       | Patinage artistique Programme libre (Couple) | Compétition en couple (1 homme et 1 femme) | Finale                                 | -         | -          |
| 17:00   |                       | Luge Simple                                  | Compétition femmes                         | 1re manche                             | -         | -          |
| 18:34   |                       | Patinage de vitesse 500 mètres               | Compétition hommes                         | Finale                                 | -         | -          |
| 18:50   |                       | Luge Simple                                  | Compétition femmes                         | 1re manche                             | -         | -          |
| 19:00   |                       | Hockey sur glace                             | Compétition femmes                         | Manche préliminaire Groupe A - Match 6 | 6 - 2     | -          |

## Médailles du jour
- Pays organisateur (Canada)

| Rang  | Nation             | Or | Argent | Bronze | Total |
| ----- | ------------------ | -- | ------ | ------ | ----- |
| 1     | Suisse             | 2  | 0      | 0      | 2     |
| 2     | Chine              | 1  | 1      | 0      | 2     |
| 3     | États-Unis         | 1  | 0      | 1      | 2     |
| 4     | Corée du Sud       | 1  | 0      | 0      | 1     |
| 4     | Suède              | 1  | 0      | 0      | 1     |
| 6     | Japon              | 0  | 1      | 1      | 2     |
| 6     | Norvège            | 0  | 1      | 1      | 2     |
| 8     | Canada             | 0  | 1      | 0      | 1     |
| 8     | Estonie            | 0  | 1      | 0      | 1     |
| 8     | Italie             | 0  | 1      | 0      | 1     |
| 11    | République tchèque | 0  | 0      | 1      | 1     |
| 11    | France             | 0  | 0      | 1      | 1     |
| 11    | Allemagne          | 0  | 0      | 1      | 1     |
| Total | Total              | 6  | 6      | 6      | 18    |